# 冰人 (漫威漫畫)
冰人（英語：Iceman），本名為羅伯特·路易斯·「鮑比」·杜瑞克，是一個在漫威漫畫中出現的虛構超級英雄，是X戰警的成員之一。由作家史丹·李和藝術家傑克·科比以驚奇四超人中的霹靂火的相反元素所創作。冰人首次於《Uncanny X-Men》#1中登場。
在X戰警電影系列中，冰人由尚恩·艾希摩飾演。

## 人物
羅伯特·路易斯·「鮑比」·杜瑞克（Robert Louis "Bobby" Drake）出生在美國紐約長島的華盛頓港上。父親是一名來自愛爾蘭的天主教徒，母親是一名猶太人。鮑比的能力首先出現在年幼時與女友朱迪·哈蒙約會的途中遭惡霸洛奇·畢斯利欺負，此時鮑比意外地發現自己擁有把空氣中的水份凍結成冰的超能力，並把畢斯利冰封了。消息傳開後，市民都把鮑比視為社會威脅，而且有暴民闖進鮑比的家來找他。後來警察來到，為了保護鮑比而把他帶到警察局並關在獄中。X教授打聽到後便派遣獨眼龍迎接鮑比，鮑比拒絕獨眼龍後，雙方開始打起來，幸好最後X教授及時趕到並阻止了他們。不久後，鮑比接受了X教授的邀請，同意把鮑比送到X學院入讀，並化名為「冰人」。
在《All-New X-Men》中，冰人被琴·葛雷透過讀心術知道自己為同性戀。

## 其他媒體

### 電視
- 《蜘蛛俠和他的驚奇朋友》：由法蘭克·維爾克配音。
- 《X戰警》：由丹尼斯·秋山（英语：Denis Akiyama）配音。
- 《X戰警：進化》：由安德魯·弗朗西斯（英语：Andrew Francis）配音。
- 《金鋼狼與X戰警（英语：Wolverine and the X-Men (TV series)）》：由尤里·勞倫塔爾（英语：Yuri Lowenthal）配音。
- 《Q版大英雄》：由尚恩·艾希摩配音。

### 電影
- X戰警電影系列：由尚恩·艾希摩飾演冰人。
  - 《X戰警》（2000年）
  - 《X戰警2》（2003年）
  - 《X戰警：最後戰役》（2006年）
  - 《X戰警：未來昔日》（2014年）

### 遊戲
- 《漫威英雄 Online》
- 《乐高漫威超级英雄》
- 《漫威：未來之戰》：手機遊戲，冰人是玩家可使用角色之一。
- 《漫威超級戰爭》

## 外部連結
- Iceman（页面存档备份，存于） Marvel.com
- Iceman（页面存档备份，存于） 超級英雄數據庫